# Peabody (Massachusetts)
Pour les articles homonymes, voir Peabody.
Peabody est une ville située dans le comté d'Essex, dans l'État du Massachusetts aux États-Unis. Lors du recensement de 2010, sa population s'élevait à 52 376 habitants.
Elle fait partie de Grand Boston et est située à une vingtaine de kilomètres du centre de la mégapole.

## Histoire
En 1752, la ville s'est détachée de Salem, et incorporée comme district de Danvers. En 1855, la communauté s’est détachée de Danvers, et a été incorporée comme ville indépendante de South Danvers. Le nom a été changé en Peabody le 30 avril 1868, en l'honneur de George Peabody, banquier et philanthrope réputé né sur le site, et considéré comme le père de la philanthropie moderne. Elle a obtenu le statut de ville en 1916. 
Peabody est d'abord une communauté agricole, mais ses rivières et ses ruisseaux ont attiré des moulins utilisant l'énergie de l’eau. En particulier, Peabody était devenu un centre important de l'industrie du cuir de la Nouvelle-Angleterre attirant des immigrants de partout dans le monde. Les tanneries de Peabody restèrent une cheville ouvrière de l'économie de la ville dans la seconde moitié du XXe siècle. Depuis, les tanneries ont fermé ou déplacées ailleurs, mais la ville reste connue localement sous le nom de Leather City ou Tanner City. 

## Personnalités
- Samantha Arsenault (1981-), nageuse américaine spécialiste de la nage libre, championne olympique en relais en 2000.
- Whitney Smith  (1940-2016), vexillologue américain, à l'origine du terme de vexillologie, il y meurt le 17 novembre 2016.

## Source
- (en) Cet article est partiellement ou en totalité issu de l’article de Wikipédia en anglais intitulé « Peabody, Massachusetts » (voir la liste des auteurs).